# Saint Philip (Antigua e Barbuda)
Saint Philip è una parrocchia di Antigua e Barbuda che si trova nella parte orientale dell'isola di Antigua.